# Серлин, Оскар
Серлин Оскар (англ. Oscar Serlin) (30 января 1901, Яловка Волковыского уезда Гродненской губернии — 27 февраля 1971, Нью-Йорк) — американский актёр, драматург, режиссёр, продюсер.

### Биография
Сын Макса Серлина и Фани Шамберг. В 1910 году эмигрировал с родителями в США. В 1926 году окончил Университет Де Поля в Чикаго.
В 1933—1937 — педагог и ассистент продюсера киностудии «Paramount Pictures»; ассистент продюсера Д. Селзника в кинофильмах «Ничего святого» (1937) и «Приключения Тома Сойера».
В 1939 году на Бродвее была поставлена пьеса «Жизнь с отцом», которая не сходила со сцены до 1946 года и является рекордсменом по количеству постановок.

### Постановки
- «Луна зашла» (по роману Джона Стейнбека);
- «Семья» Виктора Вольфсона;
- «Нищие входят в город» Теодора Ривза (англ. Theodore Reeves);
- «Жизнь с матерью»
- «Певец скорби»
- «Королевская дочь»